# Occidryas perdiccas
Occidryas perdiccas är en fjärilsart som beskrevs av Edwards 1881. Occidryas perdiccas ingår i släktet Occidryas och familjen praktfjärilar. Inga underarter finns listade i Catalogue of Life.